# 五里墩站 (湖南省)

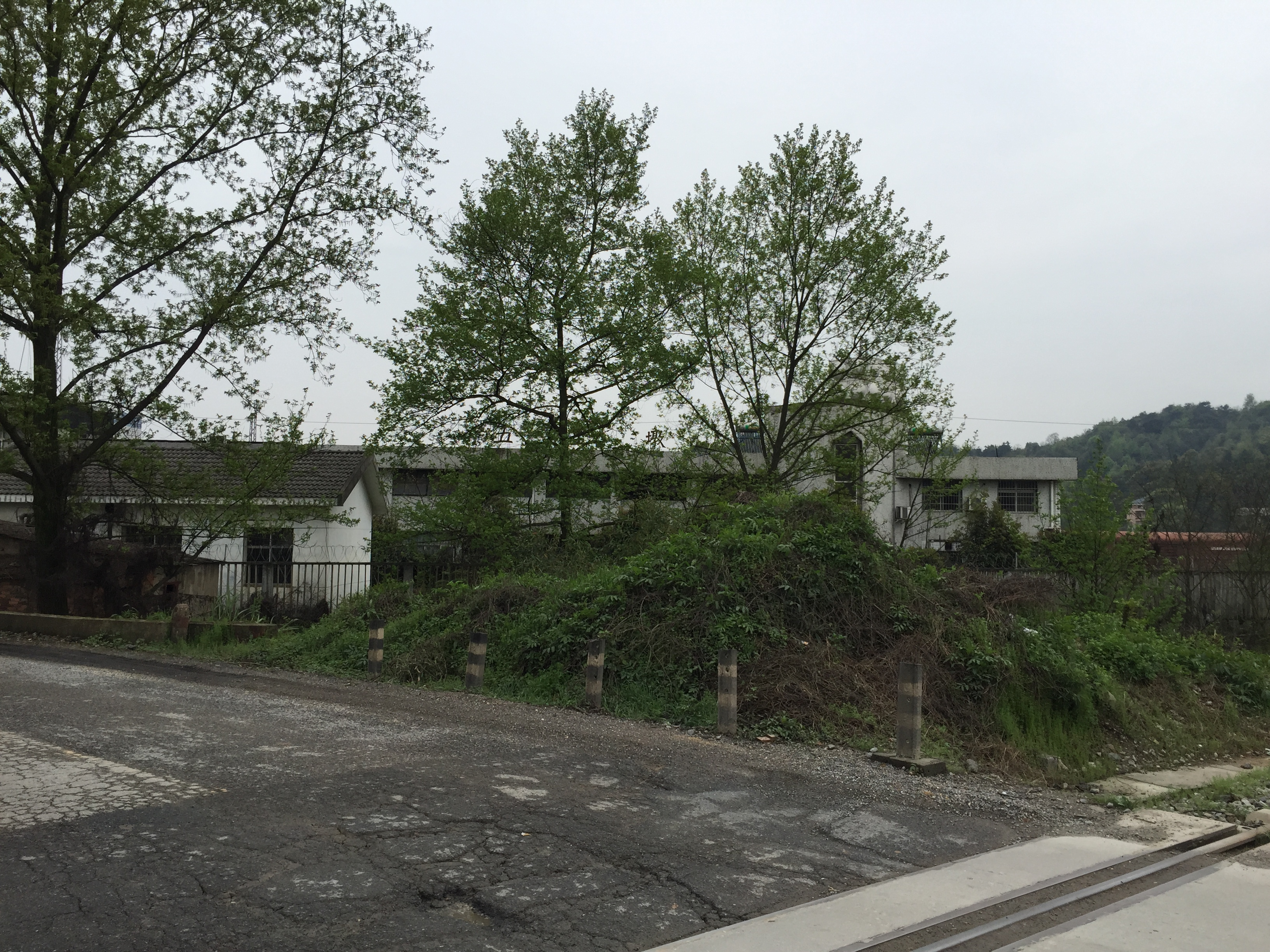
五里墩站的站房

五里墩站是一个沪昆铁路上的铁路车站，位于湖南省株洲市芦淞区五里墩乡，建于1937年，目前为四等站，邮政编码为412002。
五里墩站不办理客运业务，货运仅办理专用线、专用铁道整车货物发到。站内设有通往中国航发南方工业有限公司的专用线，主要到达煤、润滑油、汽油、航空煤油、洗涤油、矿建、木材类货品、发送工机类货品。

## 历史
五里墩站于1937年随浙赣铁路建成通车。1948年国民政府在株洲新建十一兵工厂，新建连接五里墩站的专用线。
1951年4月，中国与苏联开办联运业务，五里墩站于1953年成为参加中苏两国铁路国际联运车站。1956年五里墩划归株洲站管理，当时为四等中间站。同年车站修建往959油库和南方动力机械厂（现中國航空發動機集團前身）的专用线。
2007年5月，铁道部把原由广州铁路集团管理的沪昆铁路湖南境内株洲至醴陵段，及其支线醴茶线，拨给南昌铁路局管辖，五里墩因此划归南昌铁路局宜春车务段管辖。
2019年11月30日，五里墩站及醴陵站建制划入广州局集团管理，同时调度、通信和信号系统整体自12月1日起切入广州局。

## “株洲黑洞”和“五里墩黑洞”
株洲站枢纽有京广铁路和沪昆铁路交汇，五里墩站为株洲枢纽的最东端。株洲站由于站台不足、接发车能力紧张、且多数东沪昆列车进株洲站需切割京广正线，加上不少列车要在此站换挂机车，交换司机，导致列车在株洲站停车时间长，在这种情况下许多东沪昆下行列车一般要在五里墩扣点，造成许多本应正点到达株洲站的列车因在此站停留时间过长而严重晚点
。但沪九直通车因其特殊身份可免于被五里墩车站扣。此现象在上海南到贵阳的K111次列车、杭州到成都的K1271次列车尤为明显，该站也因此被中国铁道迷所诟病，称之为“株洲黑洞”或者是“五里墩黑洞”。亦有火车迷根据五里墩的谐音起绰号为“五里蹲”，来讽刺五里墩站扣车的严重性。
曾有火车迷和铁路界人士提出在五里墩站至七斗冲站之间建立联络线，如同原铁道部建设向塘疏解线（向梁铁路和向潭铁路）那样缓解株洲站压力，但由于广铁集团反对而作罢。广铁集团认为，株洲站作为广铁集团旗下和湖南省重要的客运车站，拥有较大的客流量。而且，广铁集团已经对株洲站进行了改扩建工程，增加了站线和机走线，将会对株洲枢纽的拥堵状况起到缓解作用，没有必要再另行建设疏解线。但是广铁集团该解释亦遭到部分火车迷反对，认为株洲站扩建的主要目的是配合长株潭城际铁路的建设。而铁路总公司和广铁集团的相关文件显示的内容亦是如此。
自2014年下半年起，部分原先进株洲换向的列车改经衡茶吉铁路（如K537/538次）或赣韶铁路（如T169/170次），这种分流措施在一定程度上减轻了株洲枢纽的拥堵问题。

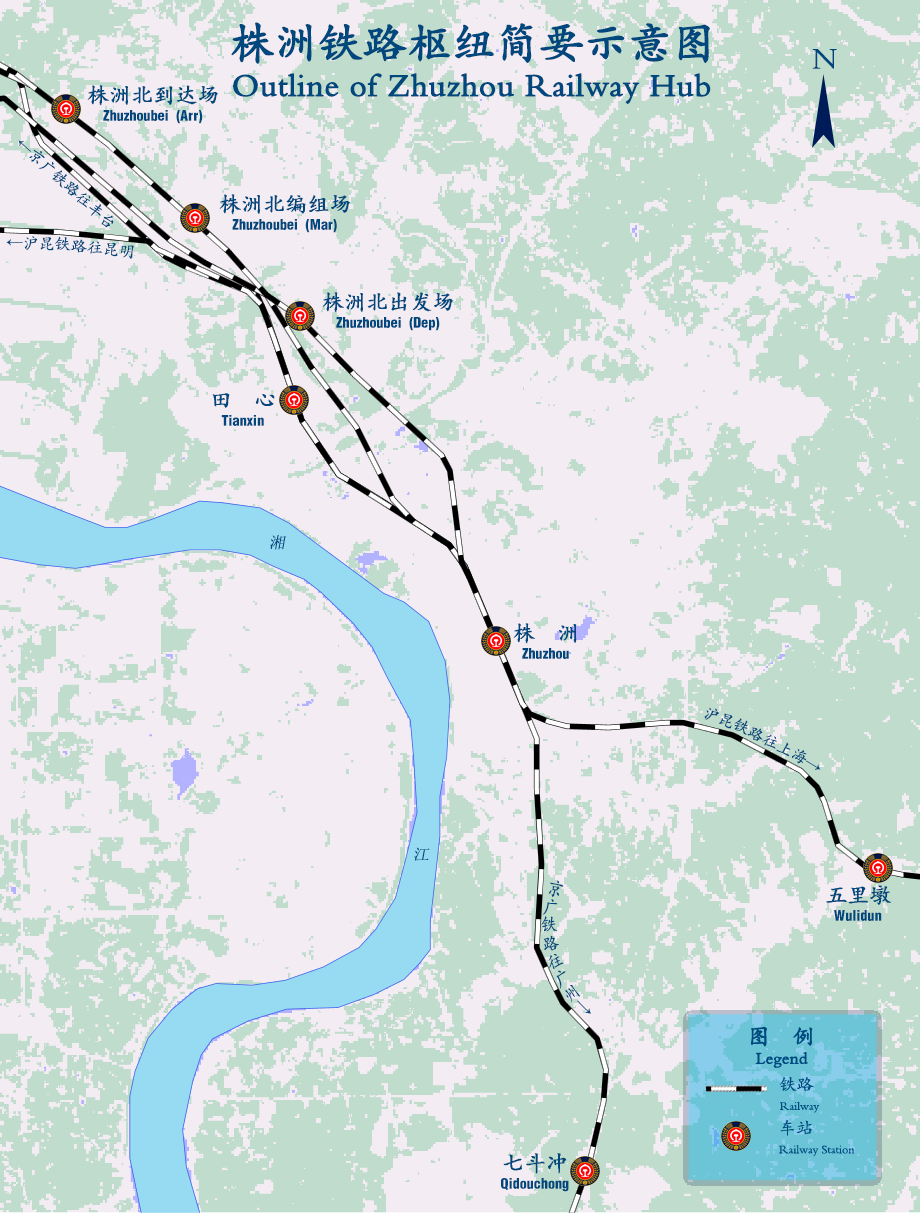
株洲铁路枢纽示意图，株洲铁路枢纽简图（专用线未在此图中画出），其中最东侧一站为五里墩站。可见由东沪昆下行前往京广下行需切割京广正线，在株洲站换向（折角运行）

## 事故
- 1992年3月21日凌晨，上海铁路局南昌机务段的ND2型0232号机车，牵引由南京西开往广州的211次旅客列车经由浙赣铁路运行，计划在株洲市郊的五里墩站交会由向塘机务段东风4B型3346号机车牵引的1310次货物列车。五里墩站值班员原本安1310次进1道停车，211次列车机外等信号，待1310次停妥后再经2道通过。但由于211次列车机车乘务员擅自关闭机车自动停车装置，中断了望、臆测行车，导致列车在五里墩车站冒进、冒出信号，于凌晨3时05分与正在进站的1310次货物列车发生正面冲突。事故造成旅客死亡15人，伤25人，机车报废2台，客货车报废9辆，中断行车35小时。[15][16]:240